# Domachowo (przystanek kolejowy)
Domachowo – nieczynny kolejowy przystanek osobowy na linii nr 366 Kościan – Miejska górka i na linii nr 14e Domachowo – Karzec w Domachowie,w województwie wielkopolskim, w Polsce.